# Eco a uncino

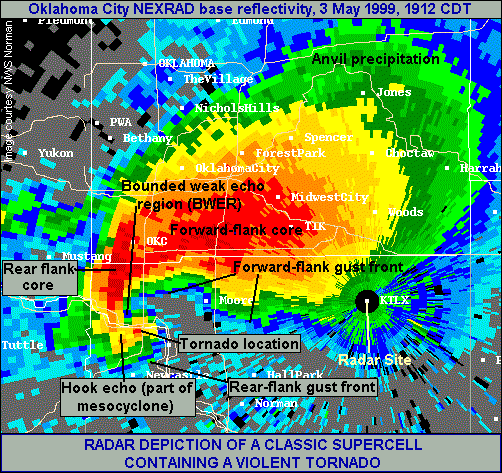
Esempio di un'eco a uncino (indicata nella parte inferiore a sinistra della foto) registrata dal Tornado di Bridge Creek-Moore del 1999

L'eco a uncino è una manifestazione meteorologica tipica dei tornado prodotti dalle supercelle e riconoscibile dal fatto che è facilmente visualizzabile nei radar come una manifestazione dalla forma uncinata o a catena, ed è normalmente il prodotto della pioggia, della grandine e persino dei detriti assorbiti intorno alla supercella durante l'evento climatico. I servizi meteorologici considerano la presenza di un'eco a uncino una ragione sufficiente per giustificare un eventuale allarme tornado.
La sequenza di echi a uncino, in alcuni casi definita come echi a catena, è stata riconosciuta come segno di un tornado in via di sviluppo fin dai primi anni di utilizzo del radar meteorologico: la prima visualizzazione documentata di questo fenomeno in transito si è verificata il 9 aprile 1953 da parte dell'Illinois State Water Survey, durante le fasi preparatorie dei test preliminari sviluppati col fine di valutare la capacità del radar di rilevare e misurare l'intensità delle precipitazioni.

## Interpretazione fisica
Gli echi a uncino sono il riflesso del movimento dell'aria all'interno e intorno a un temporale a supercella: alla base del temporale, l'afflusso dall'ambiente viene risucchiato dall'instabilità della massa d'aria. Mentre questa si muove verso l'alto e mescolandosi molto poco con l'ambiente nuvoloso circostante, si raffredda più lentamente in confronto all'aria già presente all'interno del sistema, creando un tubo privo di eco che termina a livelli più alti per formare una regione definita come a eco debole delimitata, conosciuta anche come BWER. Allo stesso tempo, un flusso a medio livello di aria fresca e più secca entra nella nube temporalesca: essendo questa più secca e meno densa dell'aria già presente nel sistema, sprofonda dietro la nube formando un fenomeno conosciuto come downdraft del fianco posteriore (corrente discendente posteriore), asciugando la porzione di livello medio del retro della nube. Le due correnti formano un windshear verticale, sviluppando una rotazione e interagendo ulteriormente fino a formare un mesociclone. Il restringimento della rotazione in prossimità della superficie può creare un tornado. In prossimità della zona di interazione superficiale, ci sarà una fessura secca causata dall'updraft su un lato e dall'area nuvolosa sotto il downdraft sul fianco posteriore sull'altro lato. Questa è la fonte dell'eco a uncino che si vede al radar vicino alla superficie.
Gli echi a uncino sono un indicatore relativamente affidabile dell'attività tornadica; tuttavia, si limitano a indicare la presenza di una struttura mesociclonica più ampia nella tempesta tornadica piuttosto che rilevare direttamente un tornado. Durante alcuni tornado distruttivi, i detriti sollevati dalla superficie possono essere rilevati come una "palla di detriti" all'estremità della struttura a uncino. Non tutti i temporali che presentano eco a uncino producono tornado e non tutte le supercelle che producono tornado contengono un'eco a uncino.

## Limiti osservazionali
Gli echi a uncino non sono sempre facilmente evidenti: un esempio è il caso degli Stati Uniti meridionali, dove i temporali tendono a produrre forti precipitazioni che coincidono con la massima precipitazione (acronimo HP) nella supercella e dissipano o oscurano la forma a catena. Le supercelle HP appaiono solitamente con una forma simile a quella di un rene.
L'uso di sistemi radar doppler come il NEXRAD consente di rilevare i tornado anche in assenza di echi a uncino. La loro capacità è quella di rilevare tutte le velocità relative delle diverse parti di un temporale, permettendo al radar Doppler di individuare le aree di rotazione.